# Jugalez
Jugalez är ett vattendrag i Spanien.   Det ligger i regionen Baskien, i den norra delen av landet, 260 km norr om huvudstaden Madrid.